# 岩渕聡
岩渕 聡（いわぶち さとし, 1975年10月7日 - ）は、神奈川県茅ヶ崎市出身の日本の元男子プロテニス選手、指導者。身長175cm、体重73kg、左利き。ツアー通算でダブルスで1勝を挙げた。

## 来歴
9歳からテニスを始め、柳川高校在学中にインターハイ、全日本ジュニアなどジュニアタイトルを次々と獲得した。
高校卒業後プロ転向し、国内外を転戦する。デビスカップ代表にも選出され、オリンピックもダブルス部門でアトランタ・シドニーと2大会連続出場を果たした。
2005年のAIGオープンでは、鈴木貴男とのペアで日本人初のATPツアーダブルス優勝の快挙を成し遂げ、同年の全日本選手権では30歳にして単複優勝を果たす。2006年、全日本選手権で史上5人目のシングルス連覇を達成した。
2007年全豪オープンで、岩渕は4年ぶり3度目の予選会に出場したが、2回戦でルーカシュ・クボト(ポーランド)に 6-3, 1-6, 2-6 で逆転負けした。
2008年の全日本選手権では男子ダブルス部門で松井俊英と組み2連覇を果たす。これにより同大会ダブルス部門での通算優勝回数を「7」とし、坂井利郎の通算6度を抜き同部門歴代最多優勝者となった。
2009年10月5日に引退を表明。ツアーでは10月第4週の韓国ソウルでのチャレンジャー大会シングルス予選決勝でイゴル・セイスリンフに 4-6, 3-6 のストレートで敗れたのを最後に、日本国内では松井俊英と組み出場した翌11月の全日本選手権ダブルス決勝で岩見亮&添田豪組を 2-6, 7-6 (3),6-2のフルセットで下し有終の美を同部門8度目の優勝で飾り引退した。
岩渕と鈴木のペアは、2005年ジャパン・オープン男子ダブルス優勝のほかに、デビスカップでも通算「13勝9敗」をマークし、上述の鈴木とのペアで日本代表「ベスト・ダブルス・チーム」（同一ダブルスペアによる最多勝利記録）の記録を保持している。
2017年4月デビスカップ日本代表の監督に就任した。

## ATPツアー決勝進出結果

### ダブルス: 1回 (1勝0敗)
| 結果 | No. | 決勝日        | 大会 | サーフェス | パートナー | 対戦相手                            | スコア               |
| ---- | --- | ------------- | ---- | ---------- | ---------- | ----------------------------------- | -------------------- |
| 優勝 | 1.  | 2005年10月9日 | 東京 | ハード     | 鈴木貴男   | トッド・ペリー シーモン・アスペリン | 5-4(7-3), 5-4(15-13) |